# Wedding Album
Az 1969. november 7-én megjelent Wedding Album John Lennon és Yoko Ono harmadik kísérleti albuma; mindkét oldalán egy „dal” van. Az album 1969. március 20-i esküvőjüknek állít emléket. Egy gondosan kidolgozott dobozos kiadás formájában jelent meg, melyet John Kosh tervezett. A doboz tartalma: fényképek, Lennon rajzai, a házassági anyakönyvi kivonat másolata, egy fénykép az esküvői torta egy szeletéről, valamint egy füzet, amiben újságokból kivágott képek voltak, Johnról és Yokoról. A csomagolás sok időt igényelt, így a megjelenés is késett.
A "John & Yoko"-t az Abbey Road Studiosban vették fel. Ezen John és Yoko egymás nevét kiáltja, mindig más érzelemmel; az egészet mindkettejük szívdobogása festi alá.
Az "Amsterdam" az amszterdami „Ágyban” (Bed-In) alkalmával készült. Ebben beszélgetések és interjúk hallhatók, valamint négy zenés rész: "John, John (Let's Hope for Peace)", "Goodbye Amsterdam Goodbye", "Bed Peace" és "Goodnight".
Az albumot az Apple Records adta ki, az 1997-es CD kiadáson 3 új dal van.

## Az album dalai
Az eredeti albumon minden rész szerzője John Lennon és Yoko Ono.
1. John & Yoko – 22:41
2. Amsterdam – 24:54

A három új dal:
1. Who Has Seen the Wind? (Yoko Ono)
2. Listen, the Snow is Falling (Yoko Ono)
3. Don't Worry Kyoko (Mummy's Only Looking for a Hand in the Snow) (Yoko Ono)